# Anthurium walujewii
Anthurium walujewii är en kallaväxtart som beskrevs av Eduard August von Regel. Anthurium walujewii ingår i släktet Anthurium och familjen kallaväxter. Inga underarter finns listade.